# 納粹大屠殺中的兒童

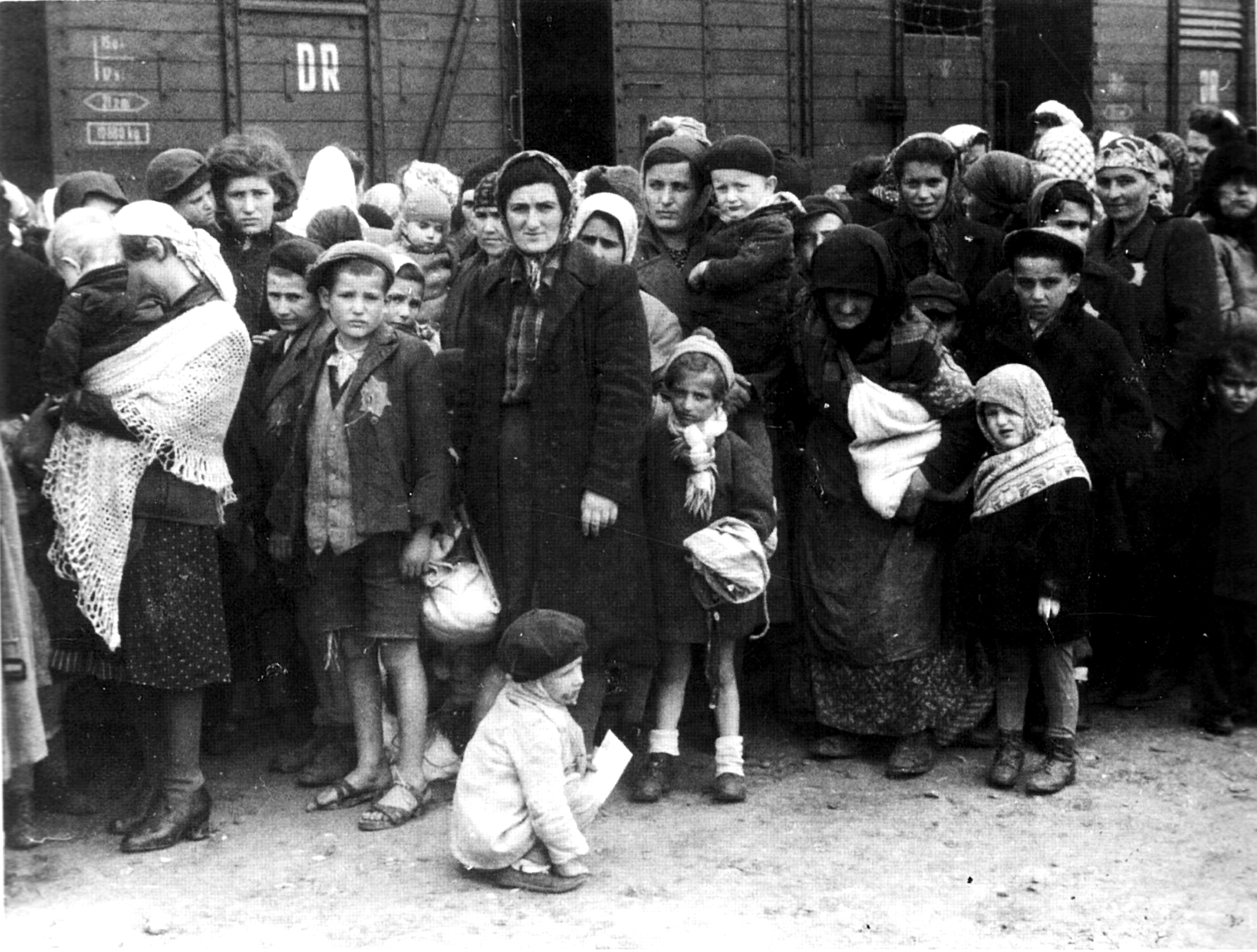
在1944年的夏天，匈牙利猶太人來到奧斯維辛集中營。

納粹大屠殺中的兒童是尤为脆弱的受害者。納粹德國認為從兒童的思想觀念來看，他們是“不需要”及“危險”的群體，殺害兒童是種族清洗的一部分。德軍在第二次世界大戰期間因為意識形態和報復攻擊納粹德軍的抵抗運動成員而屠殺兒童。

## 死亡人數
納粹德國屠殺多達150萬兒童，其中有超過一百萬猶太兒童和幾十萬的吉卜賽人兒童，當中包括身體和精神残疾的德國兒童及居住在波蘭的兒童。猶太人和一些非猶太裔的青少年（13－18歲）的生存機會較大，因為它們可能會強迫參與勞動。

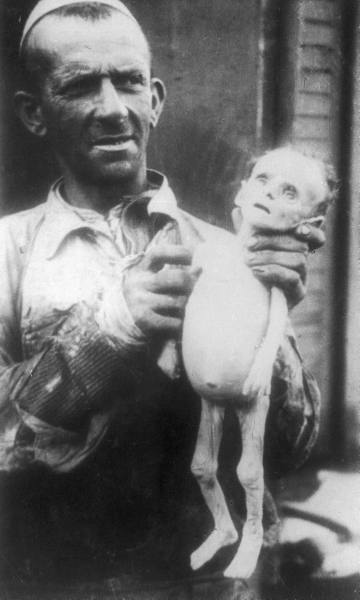
華沙猶太區中一個餓死嬰兒的屍體。

## 死亡原因
大屠殺中兒童的命運有以下幾種可能：
1. 抵達集中營後被殺
2. 出生後立即被殺
3. 出生在貧民區的兒童可能受囚犯藏匿而存活
4. 12歲以上的兒童可能被迫成為童工或醫學實驗的實驗體[3]
5. 在報復行動中被殺害[4]

在猶太人貧民窟，猶太兒童多數死於飢餓、缺乏足够的衣物和庇护所。德國政府對這些大規模的死亡無動於衷，因為他們認為貧民窟的兒童沒有生產力。由於他們太年輕，不適合作為勞動者，德國政府通常選擇兒童和老年人、病患、殘疾者，為進入集中營的首要目標，及在萬人塚被大规模枪杀的受害者。
德国当局也在集中营中关押了一批儿童。纳粹党卫军的医生和医疗研究者用集中营中的一些兒童做不人道的医学实验，如生化武器实验及人體实验.，导致他們在实验中丧生。集中营的管理当局强迫犹太青少年在集中营进行强制劳动。多数青少年會因恶劣的生活条件而丧生。德国当局还将其他儿童关押在生活条件恶劣的转移营中，比如被关押在伯根-貝爾森集中營的安妮·弗兰克姐妹。該集中營從1943年到1945年間，就有約35,000人死於當時流行的斑疹傷寒。

## 生存手段

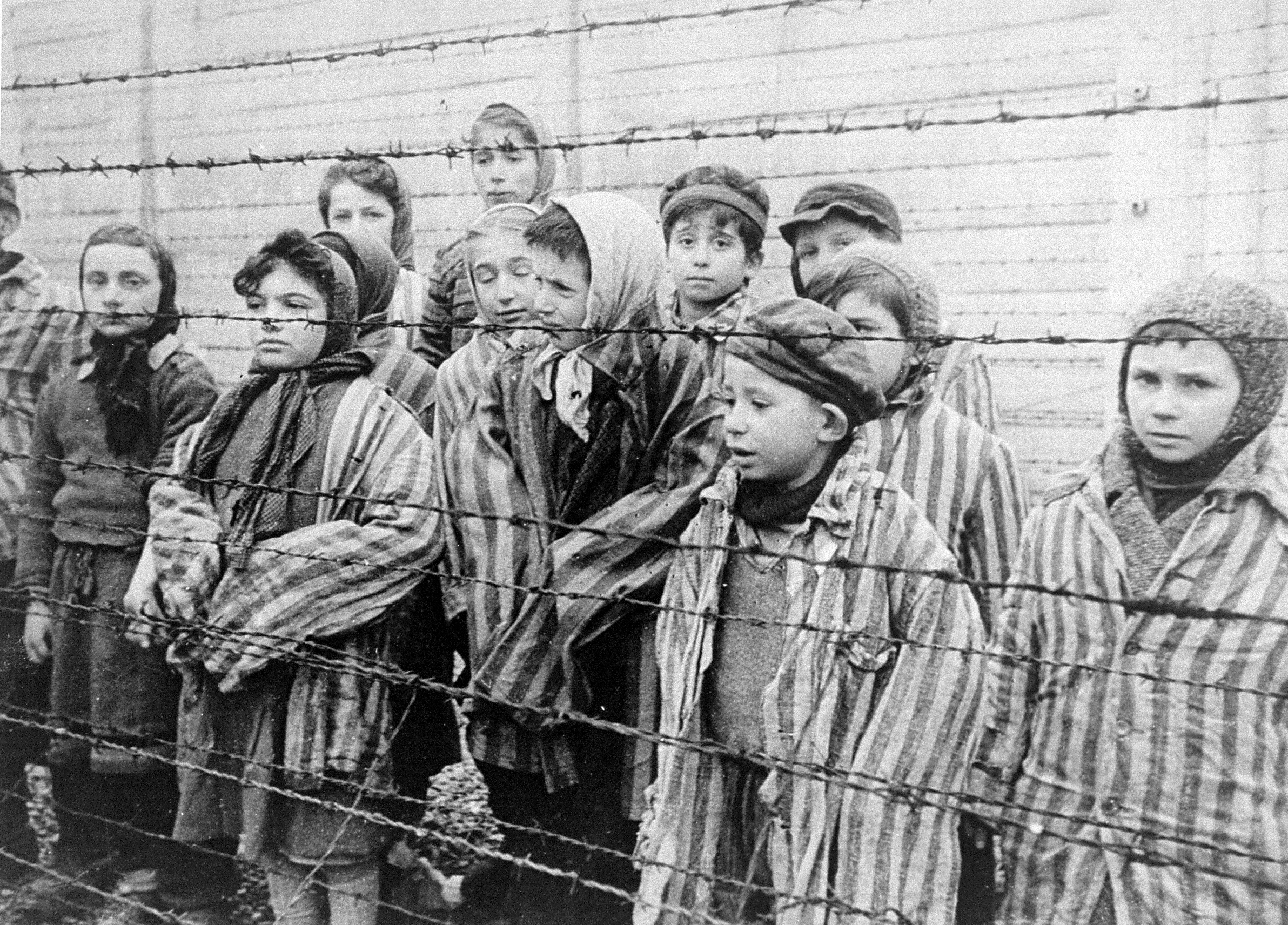
奧斯威辛集中營的倖存兒童，在1945年重獲自由

儘管兒童的生存受到很大威脅，但他們也有其生存方式。有的偷運食品和藥品進入貧民窟，較年長的則參加了地下抵抗活動。許多孩子與父母或其他親屬逃脫到猶太游擊隊的營地。
在1938年和1940年之間，名為難民兒童運動的非正式救援組織從納粹德國和被德國佔領的領土拯救了成千上萬的猶太兒童難民（不包括他們的父母）到英國。一些兒童在其他家庭成員保護下在不同的地方躲藏，如安妮·法蘭克的情況。在1942年至1944年的法國，幾乎所有住在利尼翁河畔勒尚邦的新教徒與天主教神父、修女都有藏匿猶太兒童，意大利和比利時也成許多兒童的藏身之所。
1945年，納粹德國投降後，第二次世界大戰結束，難民和失去居所的人在整個歐洲尋找失踪的孩子。許多倖存的猶太兒童及猶太人離開東歐，回到巴勒斯坦的猶太人定居點，並在1948年成立以色列。

## 外部連結
- 美國大屠殺紀念博物館 – 文章Children during the Holocaust （页面存档备份，存于）; 及網上展覽 Life in the Shadows和 Give Me Your Children （页面存档备份，存于）
- Holocaust Memorial Album Honoring more than 1.5 Million Souls Under 12 years of age that never returned ... （页面存档备份，存于） --大屠杀幸存者和追憶計劃："Forget You Not"
- Children and the Holocaust
- Nazis kidnap Polish children （页面存档备份，存于）